# Länsmansholmen, Lidingö kommun

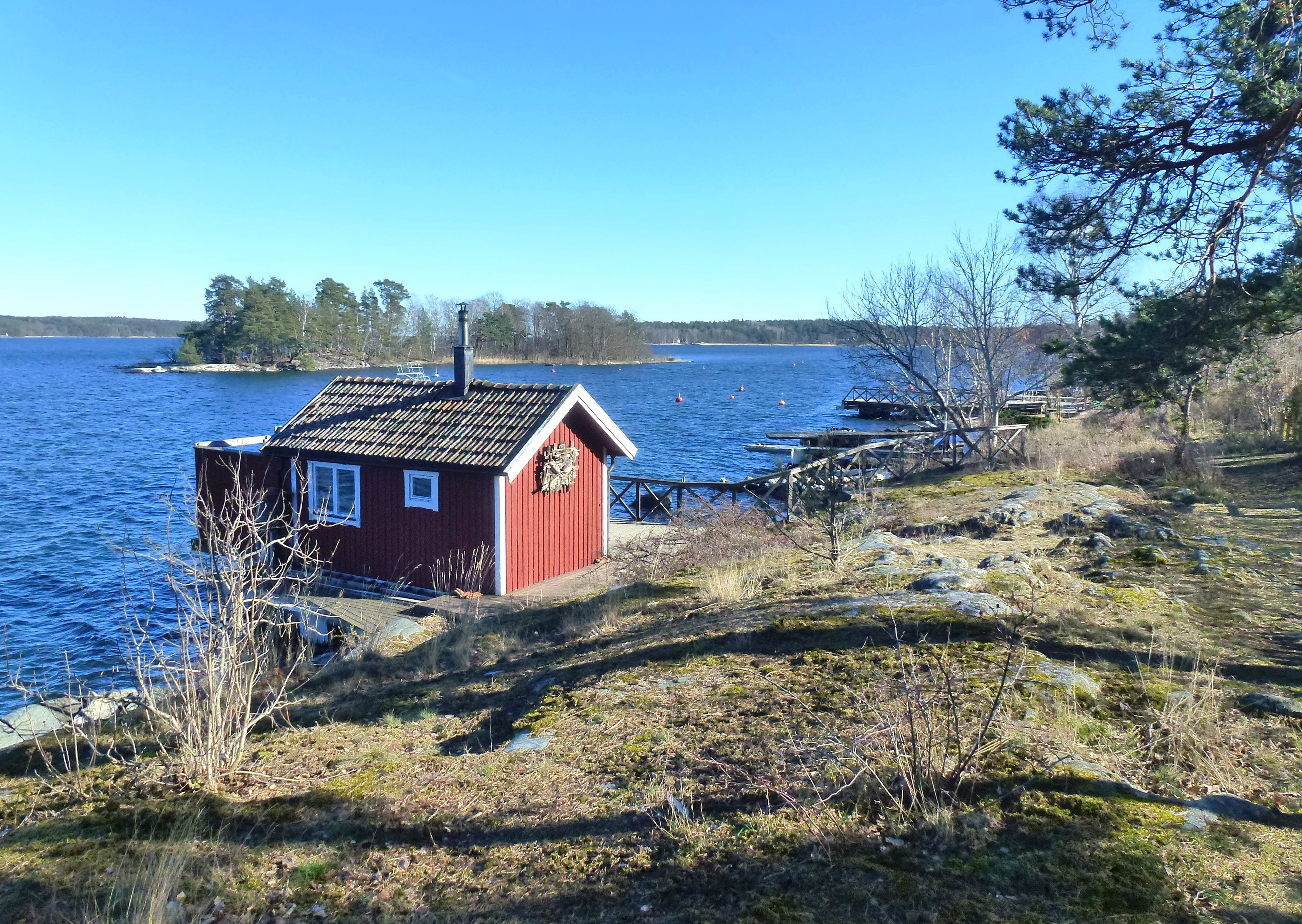
Länsman sedd från Trolldalen, 2020.

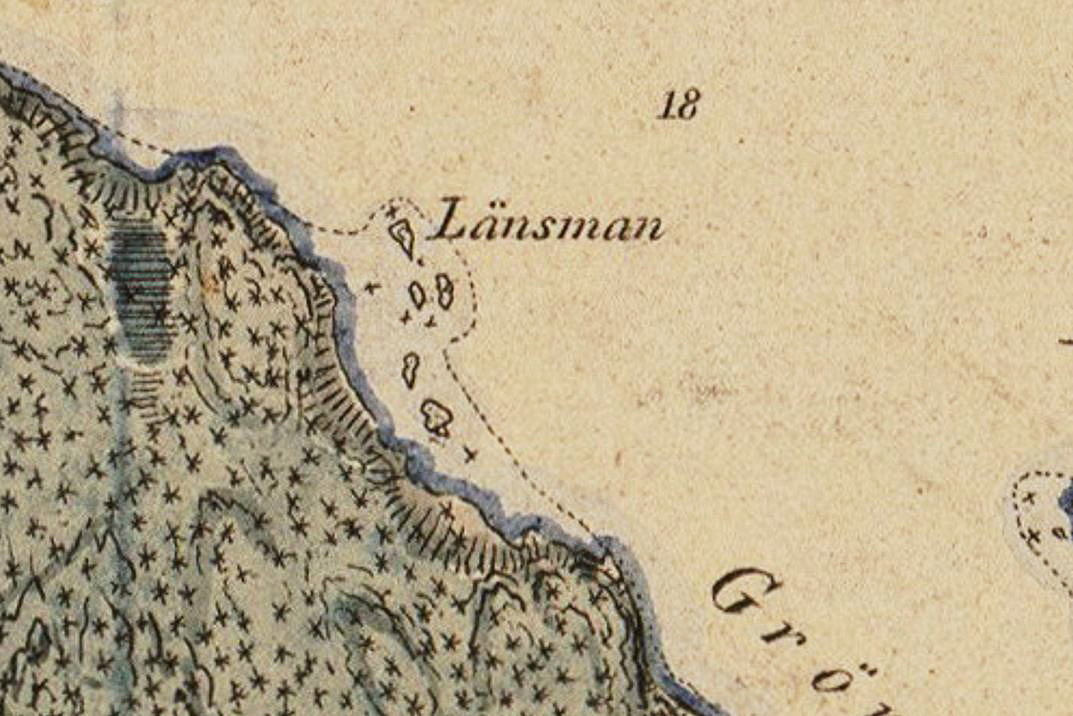
Länsman på en karta från 1817.

Länsmansholmen, även kallad Stora Länsman eller Länsman, är en ö utanför bostadsområdet Trolldalen i kommundelen Sticklinge i Lidingö kommun.

## Beskrivning
Länsmansholmen ligger i övergången mellan Grönstaviken och Askrikefjärden. Ön bestod fortfarande på 1800-talet av flera mindre öar och grynnor som genom landhöjningen växt samman till dels nuvarande Länsman, dels blivit två halvöar på Lidingön. Ön är idag cirka 170 meter lång och mellan 20 och 70 meter bred. Högsta höjd är omkring två meter över havet. Sundet mellan Länsman och Lidingön kallas Länsmanssundet.
Ön är obebyggd och fri från synbar mänsklig påverkan, som en marin naturvärdesbedömning av Lidingös kustvatten konstaterade år 2015. Ön har med berg i dagen och vegetation av blandskog typisk skärgårdskaraktär. Länsmansholmens södra sida är till stor del vassbevuxen och stranden är långgrund. Här liksom vid grundområdet i Länsmanssundet och grynnan utanför holmen finns goda förutsättningar för uppväxande fisk.